# 宮川輝
宮川 輝（みやがわ あきら、1971年 - ）は、日本の漫画家。大阪府出身。
2007年、アフタヌーン四季賞夏にて応募作「プログレ」が準入選。2010年から翌年にかけて『月刊アフタヌーン』（講談社）にて短期連載作品『018（ラブ・エイティーン）』を発表。2011年には士郎正宗の代表作『アップルシード』の新作アニメシリーズ『APPLESEED XIII（アップルシード・サーティーン）』のコミカライズを手掛けた。

## 人物
SF色の強い作品を得意とする。自他共に認める「大友チルドレン（大友克洋フォロワー）」であり、メカニック描写やアクションシーンの評価が高い。方言交じりの軽快な台詞回しが特徴で、『018』では、舞台が近未来の大阪であるため登場人物は基本関西弁を話し、青森と沖縄に配備されたスーパーコンピュータの「クォーク」と「レプトン」も、それぞれ配置先の方言で喋る場面がある。『APPLESEED XIII』では登場人物の一人であるアテナが厳格な原作のイメージから一変して「小太りな名古屋弁のおばちゃん」という設定になっている他、主人公のデュナンもたびたび関西弁交じりの言葉遣いをするため、劇場版アニメで描かれたクールなキャラクターのイメージを持つ読者からは評価が分かれる結果となった。その一方で、作品全体の演出やガジェット描写などは「アニメシリーズ本編以上に原作漫画の雰囲気をよく描いてる」として、古くからの士郎正宗作品を知るファンからは好意的な評価を得ている。

## 作品リスト

### 連載作品
- 018（2010年 - 2011年、月刊アフタヌーン、講談社、全2巻）
- APPLESEED XIII（2011年 - 2013年、月刊アフタヌーン、講談社、全3巻）
- サバイバル〜少年Sの記録〜（2015年- 2018年、原作：さいとう・たかを、マンガボックス、全5巻）
- 買厄懸場帖 九頭竜 KUZURYU（2015年、原作：石ノ森章太郎、コミック乱、リイド社、全3巻）
- グレイト トレイラーズ（2021年 - 連載中、COMIC熱帯、光文社、既刊3巻）

### 読み切り作品
- プログレ（2007年、アフタヌーン四季賞・夏、準入選）
- プレスリリース（同年、アフタヌーン四季賞・秋、佳作）
- フィーリング603（2008年、月刊アフタヌーン12月号）
- サイン・プリーズ（2011年、月刊アフタヌーン3月号）
- SLDK（同年、月刊アフタヌーン10月号）
- 報復の面（2015年、コミック乱4月号）